# Eckerd Tennis Open 1990
Eckerd Open 1990 — жіночий тенісний турнір, що проходив на відкритих кортах з ґрунтовим покриттям Bardmoor Country Club у Тампі (США). Належав до турнірів категорії Tier III в рамках Туру WTA 1990. Відбувсь увісімнадцяте й востаннє і тривав з 16 до 22 квітня 1990 року. Перша сіяна Моніка Селеш здобула титул в одиночному розряді й отримала 45 тис. доларів США.

## Фінальна частина

### Одиночний розряд
Моніка Селеш —  Катарина Малеєва 6–1, 6–0
- Для Селеш це був 3-й титул за сезон і 4-й — за кар'єру.

### Парний розряд
Мерседес Пас /  Аранча Санчес Вікаріо —  Сандра Чеккіні /  Лаура Гільдемейстер 6–2, 6–0